# Miklós Ybl
Miklós Ybl (født 6. april 1814, død 22. januar 1891) var en ungarsk arkitekt, der skabte bygninger i nyrenæssancestil. Blandt hans mest kendte værker er den kongelige opera i Budapest.
- Wikimedia Commons har flere filer relateret til Miklós Ybl